# Дегарт Габбард
Вільям Дегарт Габбард (англ. William DeHart Hubbard; нар. 25 листопада 1903 — пом. 23 червня 1976) — американський легкоатлет, який спеціалізувався в спринті, стрибках у довжину та потрійному стрибку.

## Із життєпису
Олімпійський чемпіон зі стрибків у довжину (1924). Перший в історії афроамериканський легкоатлет, який виборов олімпійське золото в індивідуальній дисципліні.
Учасник олімпійських змагань 1924 року з потрійного стрибка, в яких не вдалось подолати кваліфікаційний раунд.
Фіналіст (11-те місце) та 1928 року олімпійських змагань 1928 року зі стрибків у довжину.
Досягнення на чемпіонатах США:
- шестиразовий чемпіон (1022, 1923, 1924, 1925, 1926, 1927) та бронзовий призер (1928) зі стрибків у довжину;
- дворазовий чемпіон з потрійного стрибка (1922, 1923);
- двічі бронзовий призер з бігу на 100 ярдів (1925, 1926).

Переможець (1924) та бронзовий призер (1928) олімпійських відбіркових змагань США зі стрибків у довжину.
Ексрекордсмен світу зі стрибків у довжину (7,89; 1925) та з бігу на 100 ярдів (9,6; 1926).
По завершенні спортивної кар'єри займався адміністративною роботою.

## Визнання
- Член Зали слави легкої атлетики США (1979)